# Emil Salomonsson
Karl Emil Salomonsson (* 28. April 1989 in Örkelljunga) ist ein schwedischer Fußballspieler. 

## Werdegang
Salomonsson begann mit dem Fußballspielen beim Ekets GoIF, den er als Jugendspieler 2004 in Richtung Ängelholms FF verließ. Beim Drittligisten avancierte er ab 2006 schnell zum Stammspieler und wurde in der Folge bei mehreren Erstligisten gehandelt. Ende 2007 stieg er unterdessen mit der Mannschaft in die zweitklassige Superettan auf. Im April 2008 verpflichtete schließlich der Erstligist Halmstads BK den Spieler zum Sommer. Letztlich blieb er auf Leihbasis bis zum Saisonende bei Ängelholms FF, wo er mit 28 Saisonspielen als Stammspieler den Aufsteiger ins Aufstiegsrennen zur Allsvenskan führt. Als Tabellenfünfter fehlen am Saisonende drei Punkte zum Erreichen des Relegationsplatzes zur höchsten Liga.
Bei seinem neuen Klub war Salomonsson ebenfalls schnell Stammspieler. An der Seite von Spielern wie Tomas Žvirgždauskas, Magnus Bahne, Mikael Rosén und Michael Görlitz rutschte er mit der Mannschaft in den Abstiegskampf, die Spielzeit 2010 beendet der Klub auf Tabellenrang zwölf. Dennoch hatte der Jugendnationalspieler auch Nationaltrainer Erik Hamrén überzeugt, der ihn Anfang 2011 auf die Länderspieltournee der schwedischen Auswahlmannschaft nach Südafrika mitnahm. Dort debütierte er am 22. Januar beim 1:1-Unentschieden gegen eine aus Spielern aus der einheimischen Premier Soccer League bestehende südafrikanische Auswahlmannschaft durch Tore von Tiyane Mabunda und Tobias Hysén in der A-Nationalelf. 
In der anschließenden Spielzeit stand der Verein von Beginn an am Tabellenende, am Ende der Sommerwechselperiode verließ Salomonsson jedoch den Klub in Richtung IFK Göteborg. Unter dem Trainerduo Stefan Rehn und Jonas Olsson lief er in sechs Spielen bis zum Saisonende auf, unter deren Nachfolger Mikael Stahre war er ab der Spielzeit 2012 Stammspieler in der Defensive. Nach einem siebten Platz spielte der Klub in der folgenden Saison zeitweise um die Meisterschaft. Bereits im Sommer erreichte die Mannschaft das Pokalendspiel gegen Djurgårdens IF, bei dem er in der Startelf stand. In der zweiten Halbzeit wurde er für Daniel Sobralense ausgewechselt, die Entscheidung zugunsten seines Klubs im Elfmeterschießen verfolgte er daher abseits des Spielfeldes. Parallel erreichte er mit dem Klub den dritten Tabellenplatz in der Allsvenskan.
Zum Ende des Jahres 2018 wechselte Salomonsson nach Japan zu Sanfrecce Hiroshima. Der Verein aus Hiroshima spielte in der höchsten japanischen Liga, der J1 League. 2019 absolvierte er 19 Erstligaspiele. Die Saison 2020 wurde er an den Zweitligisten Avispa Fukuoka nach Fukuoka verliehen. Ende der Saison wurde er mit dem Verein Vizemeister und stieg in die erste Liga auf. Nach Ende der Ausleihe wurde er von Avispa fest verpflichtet. Seit 2022 steht er beim IFK Göteborg unter Vertrag.

## Erfolge
IFK Göteborg
- Schwedischer Pokalsieger: 2013

Avispa Fukuoka
- J2 League: 2020 (Vizemeister)  ▲